# Galaxy I
Il Galaxy I è un traghetto di proprietà della Tallink ed in noleggio come centro d'accoglienza per la Centraal Orgaan Opvang Asielzoekers.

## Ordine e progettazione
L'introduzione della prima nuova costruzione di Tallink sulla Helsinki-Tallin nel 2002, ovvero il Romantika, è stata un successo. Un anno dopo il suo ingresso in questo servizio, il più accanito concorrente di Tallink, Viking Line, ha annunciato che avrebbero ritirato la loro nave ammiraglia Cinderella dalla stessa rotta, sostituendola con la più anziana Rosella, più adatta al trasporto merci. Ciò ha portato, il 28 ottobre 2004, Tallink all'ordine di un traghetto più grande che potesse sostiture il Romantika, e concorrere con il Rosella.
Progettato come un'accurata replica ingrandita del Romantika, il Galaxy I è più lungo e dispone di cabine e aree pubbliche aggiuntive. Lasciando alle spalle lo schema di livrea esterna introdotto sul Romantika e sul Victoria I, il Galaxy I sfoggia uno scafo bianco con una sovrastruttura blu decorata con nuvole, insieme ad una serie di diversi animali dipinti sui lati.

## Caratteristiche
Al varo Galaxy, è un traghetto lungo circa 212 metri e largo 29. Esso è in grado di trasportare un massimo di 2.800 passeggeri e 420 auto o 1.130 metri lineari di carico merci. Grazie ai suoi 4 motori Wärtsilä 16V32, eroganti una potenza complessiva di 26 240 kW, è  in grado di raggiungere una velocità massima di 22 nodi.
Tra il 2006 e 2008 ha tenuto il primato di essere la nave più grande mai registrata nel registro navale estone; un titolo in seguito strappatogli dal suo sostituto, il gemello Baltic Princess.

## Servizio
Varato e battezzato il 1º dicembre 2005 nel cantiere navale Aker Finnyards di Rauma con il nome di Galaxy dalla madrina Johanna-lisebel Järvelill e consegnato il 18 aprile 2006, prende servizio il 2 maggio nei collegamenti tra Helsinki e Tallinn in sostituzione del Romantika.
Il 15 luglio 2008 termina il servizio sulla Helsinki-Tallinn e, dopo una breve sosta in cantieri a Naantali, viene trasferito sotto le insegne della Silja Line, prendendo servizio nei collegamenti tra Stoccolma, Mariehamn, Långnäs e Turku in sostituzione del Silja Festival, venendo a sua volta sostituito sulla Helsinki-Tallinn dal gemello Baltic Princess.
Il 31 luglio 2010 prende fuoco un'auto nel garage del traghetto. Tuttavia, l'incendio viene prontamente domato dall'equipaggio.
Dal 21 maggio al 1º giugno 2012 sostituisce il Silja Europa sulla propria rotta.
Il 29 novembre 2012 scoppia un incendio a bordo del traghetto, prontamente domato dall'equipaggio.
Il 23 aprile 2016 scoppia un'altra incendio a bordo del traghetto, anch'esso prontamente domato dall'equipaggio.
Dal 10 gennaio al 23 febbraio 2018 opera sulla Stoccolma-Långnäs-Turku. Dalla sera stessa scala anche a Mariehamn.
Il 10 agosto 2019 sfiora la collisione con una portacontainer durante la navigazione nei pressi delle Åland, sventata grazie ad una brusca virata.

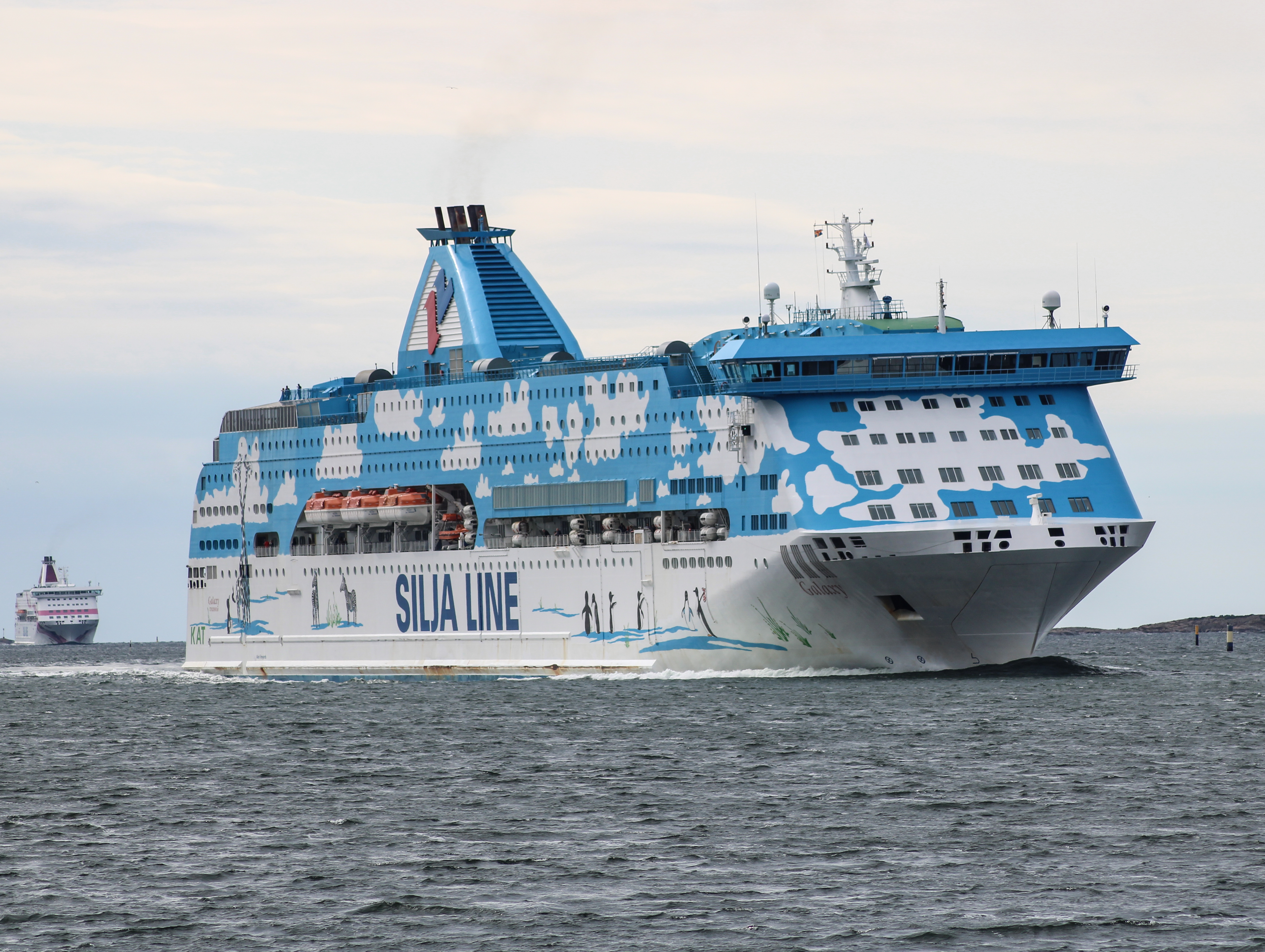
Il Galaxy in arrivo a Mariehamn nel 2019.

Dal 20 al 23 marzo 2020 opera nei collegamenti tra Turku e Kappelskär. Il giorno seguente viene trasferito sulla Turku-Långäs-Stoccolma.
Dal 28 maggio 2020 si aggiunge uno scalo intermedio a Mariehamn.
Il 28 luglio 2022 viene siglato un accordo con la Centraal Orgaan opvang asielzoekers per impiegare il traghetto come centro d'accoglienza per migranti.
L'11 settembre 2022 termina il servizio nei collegamenti tra Turku, Mariehamn e Stoccolma ed il 25 settembre giunge ad Amsterdam, iniziando il nuovo impiego.
Il 20 aprile 2023 viene ribattezzato Galaxy I e, issata bandiera Lettone, continua ad essere impiegato come c'entro d'accoglienza migranti ad Amsterdam.

## Navi gemelle
- Baltic Princess
- Baltic Queen